# Stenella (weekdieren)
Stenella (verouderde naam: Clymenia) is een uitgestorven geslacht van weekdieren, dat leefde tijdens het Laat-Devoon.

## Beschrijving
De schelp van deze ammonietachtige was bijna glad of bezet met zwakke, golvende groeilijnen met een wijde, open navel, afgeplatte windingen en een afgeronde buik. De sutuurlijnen waren vrij eenvoudig. De normale diameter van de schelp bedroeg ongeveer 4 cm.

## Leefwijze
Dit carnivore geslacht bewoonde de zeebodem.